# La presenza di Orfeo
La presenza di Orfeo è la prima raccolta edita di poesie della scrittrice Alda Merini.
La raccolta, pubblicata nel 1953 dall'editore Schwarz nella collana di poesia "Campionario" diretta da Giacinto Spagnoletti, contiene diverse poesie che la giovane poetessa dedica a quegli amici che in quegli anni hanno avuto fede in lei e le sono stati vicino.

## Contenuto
Tra le liriche più significative e intense si ricordano "Lettere", "Luce", "La presenza di Orfeo" e "La notte".
"Lettere", datata gennaio 1949, è dedicata all'amica Silvana Rovelli, cugina di Ada Negri, alla quale aveva fatto leggere alcune sue poesie che erano state sottoposte ad Angelo Romanò che, a sua volta, le fece leggere a Giacinto Spagnoletti. In esse, scrive Maria Corti, "... già è tipico il linguaggio amoroso a connotare una fedele amicizia spirituale".
"Luce" scritta per Giacinto Spagnoletti che, insieme a "Il gobbo", era stata pubblicata da Guanda nell'"Antologia Poesia italiana contemporanea 1909-1949" e in seguito in "Poetesse del Novecento" edite da Scheiwiller nel 1951 dopo il consiglio del poeta Eugenio Montale e di Maria Luisa Spaziani.
"La presenza di Orfeo" e "La notte" per Giorgio Manganelli il suo primo amore che destarono l'ammirazione e lo stupore del poeta Carlo Betocchi per il "rapito orfismo" presente soprattutto nella poesia "La presenza di Orfeo" che incanta per il finale "benessere assoluto" dell'amore immanente.
"Ma ci si può avanzare nella vita/mano che regge e fiaccola portata/e ci si può liberamente dare/alle dimenticanze più serene/quando gli anelli multipli di noi/si sciolgono e riprendono in accordo,/quando la garanzia dell'immanenza/ci fasci di un benessere assoluto".
In questi primi volumetti dell'autrice si riconoscono già quei motivi presenti nella sua futura poesia come l'intrecciarsi dei temi erotici e mistici.
Se la poesia della giovane Merini non è da considerarsi poesia colta, i suoi versi, pervasi da oscuri interrogativi prorompenti e sinceri, appaiono immediatamente alla sua uscita assai originali tanto da far affermare a Spagnoletti, nel risvolto della copertina, che "Tutto questo forma una poetica che si distacca dal quadro della lirica attuale e le dà forse più vita, più coraggio; certo le concede quell'aria di giovinezza, anni di adolescenza: la stessa età dell'autrice di queste liriche".
Ci reggevamo entrambi negli abbracci/ pregando che durassero gli intenti,/ ci promettemmo il «sempre» degli amanti,/ certi nei nostri spiriti d'Iddii. (da Lettere)
Così, nelle tue braccia ordinatrici/ io mi riverso, minima ed immensa; (da La presenza di Orfeo)
Ardo di mille musiche diverse,/ ma dove è tempo di un incontro nuovo,/ resiste il “poter essere” di te. (da Lirica)
Quando si ha in noi il ricordo del passato/ e l'ansia del futuro,/ Cristo, la morte beve/ da noi l'eterno suo sostentamento…/ Ma se il piede dell'anima si ferma/ ad assumere intento/ la voce nuova dei suoi mali nuovi/ e l'energia vitale del dolore,/ ecco che noi si cresce e ci si afferma/ nella più eccelsa delle conclusioni. (da La sosta)
Non è ancora per me giunto il momento/ di riposare queste membra stanche/ sull'iniziale della fissità! (da Il pericolo)
Amo i colori, tempi di un anelito/ inquieto, irrisolvibile, vitale,/ spiegazione umilissima e sovrana/ dei cosmici "perché" del mio respiro. (da Colori)
Avorio concretato fra le mani/ d'estremi crocifissi,/ ronzio di spine ad ogni polpastrello/ delle morbide dita,/ e, dopo, rose, rose di stupore,/ placide nevicate d'innocenza,/ variare d'onde al largo dei tuoi occhi,/ fissità di pupilla,/ vedovi cigni solitari al corso/ dei tuoi fiumi d'amore. (da S. Teresa del Bambino Gesù)
Lasciando adesso che le vene crescano/ in intrichi di rami melodiosi/ inneggianti al destino che trascelse/ te fra gli eletti a cingermi di luce. (da Lasciando adesso)
Non tarderanno a sorprendermi/ braccia d'incensi mistici ondeggianti/ al sommo delle mie chiaroveggenze./ Né mancheranno i grappoli nevosi/ delle Tue leggiadrissime abbondanze/ al mio secco palato./ Ti vedo, Estasi ripida dell'oro,/ flusso di gemma alzata all'agonia:/ Il Tuo Unico Senso/ occhieggia misterioso e ineluttabile/ dietro cieca persiana./ E Ti canto in segreto/ spiccando gigli e spade dalla gola/ ch'esita a rivelarsi/ in tutta la sua ampiezza prodigiosa. (da Estasi di S. Luigi Gonzaga)

## Critica
L'accoglienza della critica alla raccolta fu positiva e Mario Luzi scriverà nel 1953 a Giacinto Spagnoletti: L'ho letto il libro della Merini e, certo, mi ha fatto ancora una forte e ansiosa impressione. È un libro molto suggestivo e in alcuni punti veramente convincente: per es. a pag. 9 e a p. 11, non ti sei sbagliato
Nel 1954 appare su «Paragone» un saggio di Pier Paolo Pasolini dedicato ai poeti orfici nel quale viene data notevole rilevanza alla poesia della Merini:"E quanto la nostra orripilante istanza positivistica non sia inopportuna, lo sta a dimostrare l'età addirittura prepuberale in cui la Merini ha cominciato a scrivere i suoi versi orfici così settentrionali (nei caratteri stilistici, anche se non si può dire "da Rebora in poi" o "in su") nei confronti degli altri versi orfici testé esaminati. Rebora no: ma certo il romagnolo Campana, per non parlare dei tedeschi Rilke o George o Trakl, si può nominare...".
Non dello stesso parere sarà Giancarlo Vigorelli che nel 1955, in un articolo apparso sulla rivista «La Fiera Letteraria» , scrive in tono polemico:"e mi pare un errore quello compiuto da Pasolini che ha dato posto alla Merini lungo una ideale "linea orfica" della nostra poesia recente. L'orfismo, dove traspare, non è che apparente, esterno, è di mano di Rilke, o di qualche lettura alla quale la Merini fu sospinta dopo che fu scoperta..., né misticismo né orfismo, ma un elementare metafisicismo".